# 清河区
清河区是辽宁省铁岭市下辖的一个市辖区。位於辽宁省北部，铁岭市東部，總面积423平方公里，區人民政府驻清河路63号。

## 行政区划
清河区下辖2个街道办事处、2个镇、1个民族乡：
红旗街道、向阳街道、张相镇、杨木林子镇和聂家满族乡。

## 人口
根據第七次人口普查數據，截至2020年11月1日零時，清河區常住人口為84693人。

## 交通
102国道、沈哈高速公路和京哈铁路